# Słomin (powiat pruszkowski)
Słomin – wieś sołecka w Polsce położona w województwie mazowieckim, w powiecie pruszkowskim, w gminie Raszyn.
W latach 1975–1998 miejscowość należała administracyjnie do województwa warszawskiego.
Według Słownika geograficznego Królestwa Polskiego i innych krajów słowiańskich: Słomin – wieś włościańska w powiecie warszawskim, gminie Falenty, parafii Pęcice, ma 115 mieszkańców, 277 mórg. W 1827 roku 13 domów, 88 mieszkańców.